# Забранената планета
„Забранената планета“ (на английски: Forbidden Planet) е американски научнофантастичен екшън филм от 1956 г. на Metro-Goldwyn-Mayer, продуциран от Никълъс Нейфак и режисиран от Фред М. Уилкокс по сценарий на Сирил Хюм, базиран на филмова история на Алън Адлер и Ървинг Блок. В него участват Уолтър Пиджън, Ан Франсис и Лесли Нилсен.
Смятан е за един от големите научнофантастични филми от 50-те години на XX век, предшественик на съвременното научнофантастично кино. Героите и изолираната обстановка са сравнени с тези в „Бурята“ на Уилям Шекспир, а сюжетът съдържа определени събития, аналогични на пиесата, което кара мнозина да я смятат за частична адаптация.
Забранената планета е пионер в няколко аспекта на научнофантастичното кино. Това е първият научнофантастичен филм, който показва хора, пътуващи в създаден от човека космически кораб, по-бърз от светлината. Той е и първият, който се намира изцяло на планета, обикаляща около друга звезда, далеч от Земята и Слънчевата система. Героят на робота Роби е един от първите филмови роботи, който е нещо повече от механична „тенекиена кутия“ на крака; Роби показва различна личност и е неразделен поддържащ герой във филма. Извън научната фантастика, филмът е новаторски като първият във всеки жанр, който използва изцяло електронна музика.
Екипът за ефекти е номиниран за наградата на Академията за най-добри специални ефекти на 29-ите награди на Академията. През 2013 г. филмът е избран за съхранение в Националния филмов регистър на Съединените американски щати от Библиотеката на Конгреса като „културно, исторически или естетически значим“.

## Актьорски състав
- Уолтър Пиджън – д-р Едуард Морбиус
- Ан Френсис – Алтаира Морбиус
- Лесли Нилсен – командир Джон Адамс
- Уорън Стивънс – л-т „Док“ Остроу
- Джак Кели – л-т Джери Фарман
- Ричард Андерсън – началник Куин
- Ърл Холиман – Готвача
- Джордж Уолъс – Босън

## Римейк
New Line Cinema разработва римейк с участието на Джеймс Камерън, Нелсън Гидинг и Стърлинг Силифант в различни години. През 2007 г. DreamWorks създава проект с Дейвид Тухи, който да го режисира. Warner Bros. придобива отново правата на следващата година и на 31 октомври 2008 г. Джей Майкъл Стразински е обявен за сценарист, а Джоел Силвър трябва да продуцира. Стразински обяснява, че оригиналът е любимият му научнофантастичен филм и това е дало на Силвър идея за нов филм, която го прави „не римейк“, „не преосмисляне“ и „не точно предистория“. Неговата визия за филма няма да бъде ретро, защото когато оригиналът е направен, той трябва да бъде футуристичен. Стразински се среща с хора, работещи в астрофизиката, планетарна геология и изкуствен интелект, за да преосмислят предисторията на Крел като филмова трилогия. През март 2009 г. Стразински съобщава, че проектът е отхвърлен.
На 15 ноември 2024 г. Брайън К. Вон е избран да пише нов сценарий за римейка.